# Distrito de Chaumont
El distrito de Chaumont es un distrito (en francés arrondissement) de Francia, que se localiza en el departamento de Alto Marne (en francés Haute-Marne), de la región de Champaña-Ardenas. Cuenta con 11 cantones y 160 comunas.

## División territorial

### Cantones
Los cantones del distrito de Chaumont son:
1. Cantón de Andelot-Blancheville
2. Cantón de Arc-en-Barrois
3. Cantón de Bourmont
4. Cantón de Châteauvillain
5. Cantón de Chaumont-Nord
6. Cantón de Chaumont-Sud
7. Cantón de Clefmont
8. Cantón de Juzennecourt
9. Cantón de Nogent
10. Cantón de Saint-Blin
11. Cantón de Vignory

### Comunas
| 1. Ageville (52001)                   | 2. Aillianville (52003)             | 3. Aizanville (52005)                  | 4. Andelot-Blancheville (52008)   |
| 5. Annéville-la-Prairie (52011)       | 6. Arc-en-Barrois (52017)           | 7. Aubepierre-sur-Aube (52022)         | 8. Audeloncourt (52025)           |
| 9. Autreville-sur-la-Renne (52031)    | 10. Bassoncourt (52038)             | 11. Biesles (52050)                    | 12. Blaisy (52053)                |
| 13. Blessonville (52056)              | 14. Bologne (52058)                 | 15. Bourdons-sur-Rognon (52061)        | 16. Bourg-Sainte-Marie (52063)    |
| 17. Bourmont (52064)                  | 18. Brainville-sur-Meuse (52067)    | 19. Braux-le-Châtel (52069)            | 20. Brethenay (52072)             |
| 21. Breuvannes-en-Bassigny (52074)    | 22. Briaucourt (52075)              | 23. Bricon (52076)                     | 24. Bugnières (52082)             |
| 25. Busson (52084)                    | 26. Buxières-lès-Clefmont (52085)   | 27. Buxières-lès-Villiers (52087)      | 28. Chalvraines (52095)           |
| 29. Chamarandes-Choignes (52125)      | 30. Chambroncourt (52097)           | 31. Champigneulles-en-Bassigny (52101) | 32. Chantraines (52107)           |
| 33. Chaumont (52121)                  | 34. Chaumont-la-Ville (52122)       | 35. Choiseul (52127)                   | 36. Châteauvillain (52114)        |
| 37. Cirey-lès-Mareilles (52128)       | 38. Cirfontaines-en-Azois (52130)   | 39. Clefmont (52132)                   | 40. Clinchamp (52133)             |
| 41. Colombey-les-Deux-Églises (52140) | 42. Condes (52141)                  | 43. Consigny (52142)                   | 44. Coupray (52146)               |
| 45. Cour-l'Évêque (52151)             | 46. Curmont (52157)                 | 47. Cuves (52159)                      | 48. Daillancourt (52160)          |
| 49. Daillecourt (52161)               | 50. Dancevoir (52165)               | 51. Darmannes (52167)                  | 52. Dinteville (52168)            |
| 53. Doncourt-sur-Meuse (52174)        | 54. Ecot-la-Combe (52183)           | 55. Esnouveaux (52190)                 | 56. Euffigneix (52193)            |
| 57. Forcey (52204)                    | 58. Foulain (52205)                 | 59. Froncles (52211)                   | 60. La Genevroye (52214)          |
| 61. Germainvilliers (52217)           | 62. Giey-sur-Aujon (52220)          | 63. Gillancourt (52221)                | 64. Goncourt (52225)              |
| 65. Graffigny-Chemin (52227)          | 66. Guindrecourt-sur-Blaise (52232) | 67. Harréville-les-Chanteurs (52237)   | 68. Huilliécourt (52243)          |
| 69. Humberville (52245)               | 70. Hâcourt (52234)                 | 71. Illoud (52247)                     | 72. Is-en-Bassigny (52248)        |
| 73. Jonchery (52251)                  | 74. Juzennecourt (52253)            | 75. Lachapelle-en-Blaisy (52254)       | 76. Lafauche (52256)              |
| 77. Laferté-sur-Aube (52258)          | 78. Lamancine (52260)               | 79. Lamothe-en-Blaisy (52262)          | 80. Lanques-sur-Rognon (52271)    |
| 81. Lanty-sur-Aube (52272)            | 82. Latrecey-Ormoy-sur-Aube (52274) | 83. Laville-aux-Bois (52276)           | 84. Leffonds (52282)              |
| 85. Leurville (52286)                 | 86. Levécourt (52287)               | 87. Liffol-le-Petit (52289)            | 88. Longchamp (52291)             |
| 89. Louvières (52295)                 | 90. Luzy-sur-Marne (52297)          | 91. Maisoncelles (52301)               | 92. Malaincourt-sur-Meuse (52304) |
| 93. Mandres-la-Côte (52305)           | 94. Manois (52306)                  | 95. Maranville (52308)                 | 96. Marbéville (52310)            |
| 97. Mareilles (52313)                 | 98. Marnay-sur-Marne (52315)        | 99. Mennouveaux (52319)                | 100. Merrey (52320)               |
| 101. Meures (52322)                   | 102. Millières (52325)              | 103. Mirbel (52326)                    | 104. Montheries (52330)           |
| 105. Montot-sur-Rognon (52335)        | 106. Morionvilliers (52342)         | 107. Neuilly-sur-Suize (52349)         | 108. Nijon (52351)                |
| 109. Ninville (52352)                 | 110. Nogent (52353)                 | 111. Noyers (52358)                    | 112. Orges (52365)                |
| 113. Ormoy-lès-Sexfontaines (52367)   | 114. Orquevaux (52369)              | 115. Oudincourt (52371)                | 116. Outremécourt (52372)         |
| 117. Ozières (52373)                  | 118. Perrusse (52385)               | 119. Poinson-lès-Nogent (52396)        | 120. Pont-la-Ville (52399)        |
| 121. Poulangy (52401)                 | 122. Prez-sous-Lafauche (52407)     | 123. Rangecourt (52416)                | 124. Rennepont (52419)            |
| 125. Reynel (52420)                   | 126. Riaucourt (52421)              | 127. Richebourg (52422)                | 128. Rimaucourt (52423)           |
| 129. Rizaucourt-Buchey (52426)        | 130. Rochefort-sur-la-Côte (52428)  | 131. Romain-sur-Meuse (52433)          | 132. Saint-Blin (52444)           |
| 133. Saint-Thiébault (52455)          | 134. Sarcey (52459)                 | 135. Semilly (52468)                   | 136. Semoutiers-Montsaon (52469)  |
| 137. Sexfontaines (52472)             | 138. Signéville (52473)             | 139. Silvarouvres (52474)              | 140. Sommerécourt (52476)         |
| 141. Soncourt-sur-Marne (52480)       | 142. Soulaucourt-sur-Mouzon (52482) | 143. Thivet (52488)                    | 144. Thol-lès-Millières (52489)   |
| 145. Treix (52494)                    | 146. Vaudrecourt (52505)            | 147. Vaudrémont (52506)                | 148. Verbiesles (52514)           |
| 149. Vesaignes-sous-Lafauche (52517)  | 150. Vesaignes-sur-Marne (52518)    | 151. Vignes-la-Côte (52523)            | 152. Vignory (52524)              |
| 153. Villars-en-Azois (52525)         | 154. Villiers-le-Sec (52535)        | 155. Villiers-sur-Suize (52538)        | 156. Vitry-lès-Nogent (52541)     |
| 157. Viéville (52522)                 | 158. Vouécourt (52547)              | 159. Vraincourt (52548)                | 160. Vroncourt-la-Côte (52549)    |